# Vrbovce
Vrbovce (in ungherese Verbóc) è un comune della Slovacchia facente parte del distretto di Myjava, nella regione di Trenčín.